# Handharkje

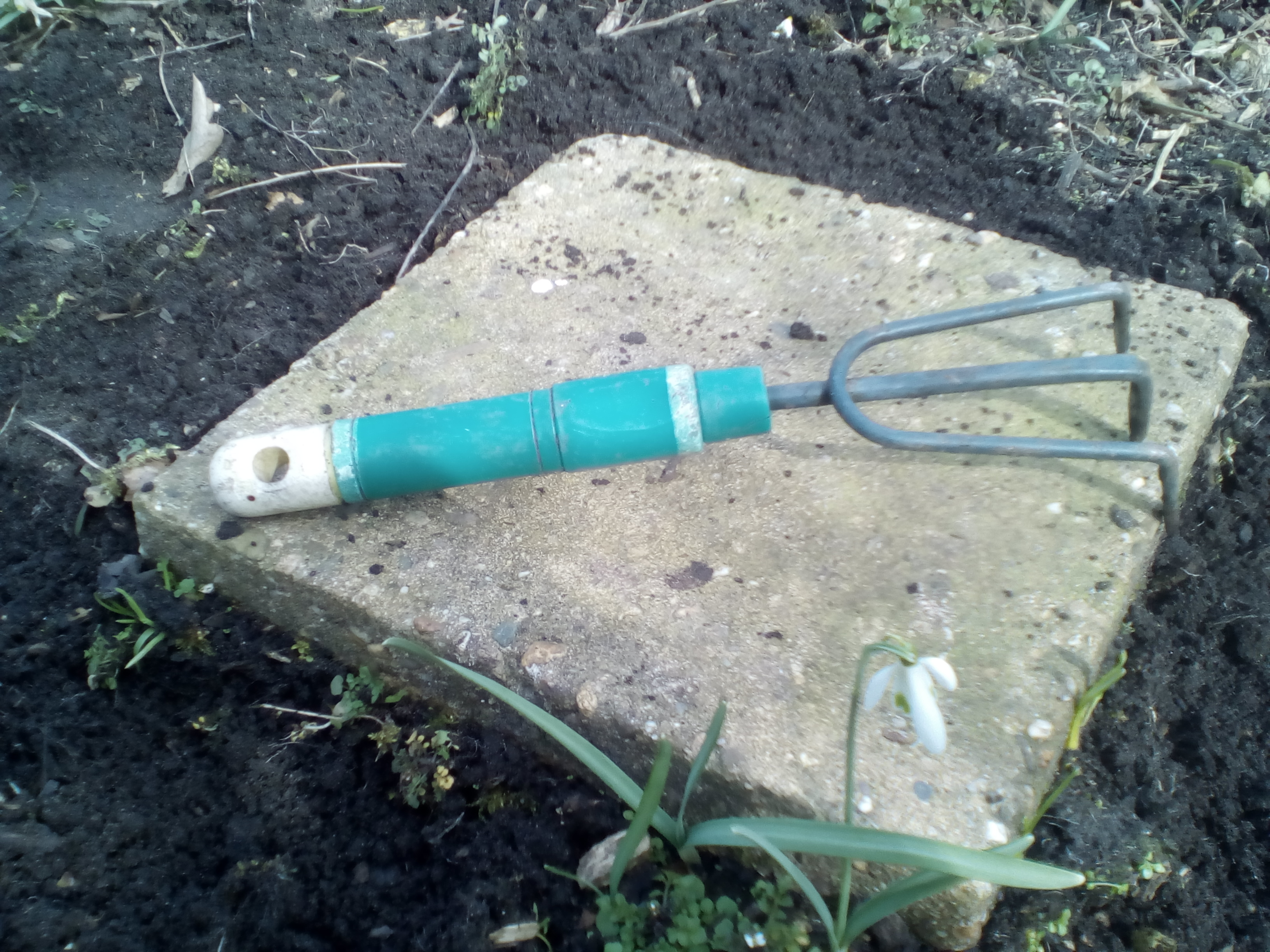
drietandig handharkje met kunststof handvat en een lengte van circa 30 cm

Een handharkje is een klein tuingereedschap dat gewoonlijk bestaat uit een kleine uitvoering van een hark, uit één stuk met stalen tanden, of met stevige metalen stroken. Het handvat kan van hout of kunststof zijn. In het laatste geval bestaat soms de mogelijkheid om één handvat te gebruiken voor meerdere kleine tuingereedschappen, zoals een tuinschepje, een schoffel, een hakje, een krabbertje en dergelijke. Dit wordt een combisysteem genoemd.
Handharkjes worden gebruikt voor kleine bewerkingen in tuinen, bloembakken en dergelijke.